# Helge Torulf
Helge Gustav Torulf, född 19 december 1870 i Friggeråkers församling, Skaraborgs län, död 28 februari 1948 i Stockholm, var en svensk väg- och vattenbyggnadsingenjör. Han var bror till Ernst Torulf och farbror till Gunnel Beckman.
Torulf avlade mogenhetsexamen 1890 och utexaminerades från Kungliga Tekniska högskolan 1894. Han var anställd vid vattenledningsbyggnader 1887, 1888 och 1890, vid järnvägsbyggnader 1892, som järnkonstruktör 1895, som arbetschef vid vatten- och avloppsanläggningar samt vid bro- och kraftverksbyggnader 1896–1899 och som betongkonstruktör i Berlin 1900. Han vistades vid tunnelbyggnader och pneumatiska grundläggningar i Nordamerika samma år, blev reservunderlöjtnant i Fortifikationens reserv 1896, var reservlöjtnant där 1900–1903, blev löjtnant i Väg- och vattenbyggnadskåren 1900 och kapten där 1910  Han kom under första världskriget att planera och bygga flera betydelsefulla befästningar i skärgården. 1935 blev han överstelöjtnant. Han var biträdande ingenjör vid Väg- och vattenbyggnadsstyrelsen 1901, t.f. distriktsingenjör i Västra väg- och vattenbyggnadsdistriktet samma år och konsulterande ingenjör i Stockholm vid allmänna arbeten från samma år. Han upprättade förslag till vatten- och avloppsledningar, vattenkraftsanläggningar, hamnbyggnader, undervattenstunnlar, järnvägar, stadsplaner och triangelmätningar samt arbetsledare för arbeten inom väg- och vattenbyggnadsfacket.